# Шаповалов, Афанасий Афанасьевич
Афана́сий Афана́сьевич Шапова́лов (25 марта 1908, Златополь, Киевская губерния — 27 сентября 1978, Харьков) — гвардии подполковник Советской Армии, участник Великой Отечественной войны, Герой Советского Союза (1945). Командир 282-го гвардейского истребительно-противотанкового артиллерийского полка, 3-я гвардейская истребительно-противотанковая артиллерийская бригада, 5-я ударная армия, 1-й Белорусский фронт.

## Биография
Родился 25 марта 1908 года в городе Златополь (ныне — в черте города Новомиргорода Кировоградской области), в семье рабочего. Русский. Член КПСС с 1932 года. Окончил 3 курса Ленинградского сельскохозяйственного института.
В Красной Армии с 1930 года, в 1932 году окончил Киевское артиллерийское училище, в 1938 — Полтавское военно-политическое училище. Участник боёв на реке Халхин-Гол и советско-финской войны.
С июня 1941 на фронтах Великой Отечественной войны. Отличился в бою за город Цехин (Германия) 15 апреля 1945, когда, находясь на огневой позиции, руководил отражением 4 контратак противника.
23—25 апреля 1945 в уличных боях в Берлине сам выдвигал орудия на прямую наводку, был ранен, но остался в строю.
Указом Президиума Верховного Совета СССР от 31 мая 1945 года гвардии подполковнику Шаповалову Афанасию Афанасьевичу присвоено звание Героя Советского Союза с вручением ордена Ленина и медали «Золотая Звезда».
В 1946 окончил высшую офицерскую артиллерийскую школу и уволен в запас. Жил и работал в Харькове, умер там же 27 сентября 1978 года, похоронен на аллее Славы городского кладбища.
Награждён орденом Ленина, двумя орденами Красного Знамени, двумя орденами Отечественной войны 2 степени, орденом Красной Звезды, медалями.
На фасаде школы № 1 Новомиргорода Герою установлена мемориальная доска.